# Józef Popowski (publicysta)
Józef Popowski h. Nowina, ps. Eugeniusz Nowina (ur. 30 listopada 1841 w Zalewańczyźnie, powiat winnicki na Podolu, zm. 24 czerwca 1910 w Krakowie) – polski powstaniec, sybirak, ziemianin, działacz i publicysta polityczno-wojskowy, poseł na galicyjski Sejm Krajowy i do austriackiej Rady Państwa.

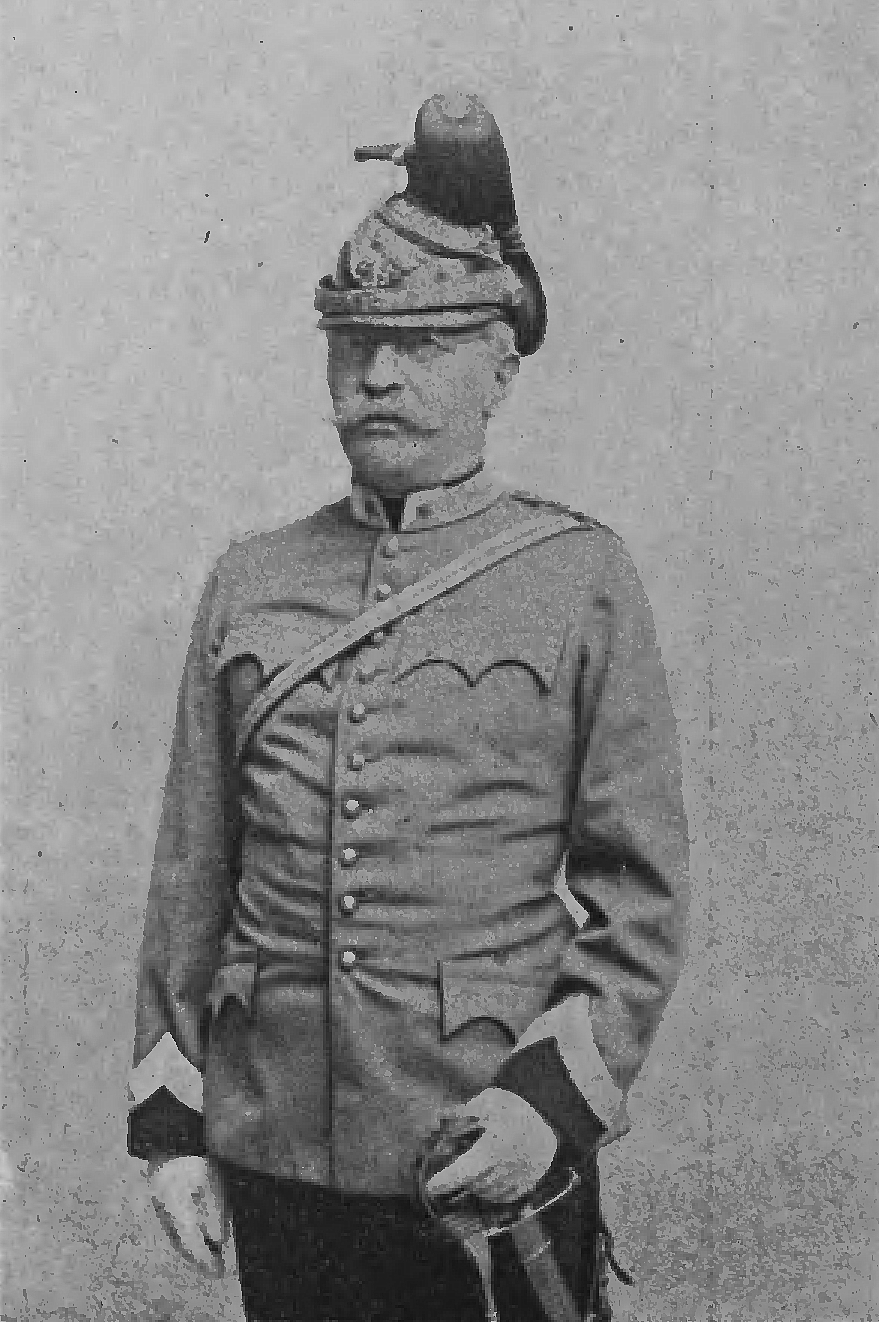
Józef Popowski jako major ułanów

## Życiorys
Urodził się w zamożnej rodzinie ziemiańskiej z Podola: Był najstarszym synem Juliana (zm. 1862). Miał brata Juliana. Początkowo kształcił się w domu. Po złożeniu egzaminu studiował na wydziale fizyko-matematycznym Uniwersytetu Kijowskiego (1858–1861). Podczas studiów był członkiem Związku Trojnickiego. Należał do grupy wydającej pismo „Publicystyka”. Po śmierci ojca wraz z bratem przejął majątek rodzinny. Przedsięwzięcie polegające na wybudowaniu cukrowni zakończyło się niepowodzeniem.
W połowie roku 1861 wyjechał do Paryża. Tam nawiązał kontakt z generałem Józefem Wysockim a potem zdał do szkoły wojskowej École spéciale militaire w Saint-Cyr, aby przygotować się do spodziewanego powstania. W styczniu 1863 z polecenia generała Wysockiego powrócił do Kijowa, gdzie nawiązał kontakt z Komitetem Prowincjonalnym na Rusi i otrzymał zadanie przygotowania powstania w rodzinnym w powiecie skwirskim. Działał energicznie, ale mało ostrożnie, stąd zaledwie po kilku tygodniach działalności propagandowej zarówno wśród szlachty, jak i chłopów został aresztowany, dzięki zdradzie prowokatora M. Grzymały-Grudzińskiego. Dwa lata spędził osadzony w Cytadeli Kijowskiej. W śledztwie wykazał się niezłomnym charakterem, nie załamał się i nikogo nie wydał. W marcu 1863 został skazany na karę śmierci; po interwencji matki wyrok ten został zamieniony na dożywotnie ciężkie roboty w kopalniach syberyjskich. Przebywał kolejno w Tomsku i Irkucku, a następnie trafił do salin w Usolu, gdzie mieszkał z Jakubem Gieysztorem. W 1868 w wyniku amnestii został przeniesiony do Irkucka, a w 1871 dzięki kolejnej amnestii do Permu. W okresie pobytu na Syberii zajmował się także publicystyką społeczno-polityczną i wojskową. Przygotował wówczas kilka znaczących tekstów. Po wojnie prusko-austriackiej (1866) zaczął uważać, że przyszłość polityczna Polski leży we współpracy z Austrią. W swoich tekstach odrzucił koncepcję spisków powstańczych i bronił koncepcji zjednoczenia ziem polskich przez Austrię. W związku z tym krytykował także Czechów, którym zarzucał bezkrytyczne hołdowanie panslawizmowi.
Po uzyskaniu w 1875 amnestię całkowitą wraz z nakazem opuszczenia Rosji bez prawa powrotu przeniósł się do Galicji. Wierząc w zbliżający się konflikt rosyjsko-austriacki, wstąpił do armii austriacko-węgierskiej. Początkowo służył w 2 Pułku Ułanów w Tarnowie, a następnie w 3 Pułku Ułanów w Wadowicach początkowo jako kadet, a następnie porucznik i nadporucznik ułanów. Snuł wówczas plany dostatnia się do akademii sztabu generalnego i następnie odegrania wybitniejszej roli w armii. Podanie jednak 1879 zostało odrzucone i dopiero wysoka ocena na manewrach 1880 r. otworzyła mu drogę. Po roku nauki, mimo bardzo dobrych wyników, przed ukończeniem kursu został odesłany do pułku. W okresie służby wojskowej nadal zajmował się publicystyką, głównie wojskową, podejmując m.in. tematy pospolitego ruszenia i analizę Polesia jako przyszłego teatru wojny. Podkreślał także że skoro sprawa polska jest piętą achillesową Rosji, to tylko jej podniesienie umożliwi Austrii zwycięstwo w przyszłej wojnie. Publikacje te zamieszczane m.in. w wiedeńskich i krakowskich periodykach zwróciły na niego uwagę teoretyków wojskowych i były omawiane w wojskowej i politycznej prasie austriackiej, niemieckiej, rosyjskiej i francuskiej. Po kolejnej nieudanej próbie dostania się do akademii sztabu generalnego, w 1884 jako major 3 p. ułanów landwery złożył dymisję i zamieszkał w Krakowie.
Rozpoczął wówczas błyskotliwą karierę polityczną. Politycznie związany był z konserwatystami krakowskimi, od 1896 należał do Klubu Konserwatywnego w Krakowie.
Był posłem do Galicyjskiego Sejmu Krajowego VI kadencji (24 listopada 1891 – 17 lutego 1894), wybranym w wyborach uzupełniających po śmierci Czesława Lasockiego w kurii IV (gmin wiejskich) w okręgu wyborczym nr 73 (Myślenice). Jednak znacznie ważniejszą rolę odegrał jako poseł do austriackiej Rady Państwa VII kadencji (22 września 1885 - 23 stycznia 1891), VIII kadencji (9 kwietnia 1891 – 22 stycznia 1897) IX kadencji (27 marca 1897 – 7 września 1900) i X kadencji (31 stycznia 1901 – 30 stycznia 1907). W kadencjach VII i VIII wybierany był w kurii IV (gmin wiejskich) z okręgu wyborczego nr 3 (Wadowice-Andrychów-Kalwaria-Myślenice-Jordanów-Maków), w kadencjach IX i X w kurii I (wielkiej własności) z okręgu wyborczego nr 3 (Bochnia-Wieliczka-Podgórze-Brzesko). Był także kilkakrotnie członkiem wspólnych Delegacji. W parlamencie wiedeńskim należał do grupy posłów konserwatywnych - stańczyków Koła Polskiego. Uważany za eksperta wojskowego - na terenie parlamentu zajmował się głównie prawami wojskowymi: budową koszar, organizacją landwery oraz stanem zdrowotności armii. Był także referentem spraw obrony krajowej w komisji budżetowej Rady Państwa. Całkowicie popierał politykę wojskową Wiednia i przedłużenie ugody z Węgrami (1887), jednocześnie krytykując posłów młodoczeskich krytykował za rusofilizm. W swoich tekstach publicystycznych zamieszczanych głównie na łamach „Przeglądu Polskiego”, „Gazety Krakowskiej”, „Dziennika Polskiego”, „Osterreichisch- Ungarische Revue” działał na rzecz wzmocnienia Austro-Węgier i przeciwstawiał się ówczesnej polityce rosyjskiej. Idealizował polityków węgierskich, szczególnie Andrassego. Po powstaniu bloków europejskich - uzasadniał bezsensowność sojuszu Francji i Anglii z Rosją, podkreślając rozbieżność interesów tych państw. Opowiadał się zarazem za polityką ekspansji Austro-Węgier na Bałkanach. Kazimierz Chłędowski tak go scharakteryzował oryginałem który w najcięższą zimę chodził w zwykłym surducie po ulicy był poseł Józef Popowski, emigrant z Królestwa, który po powstaniu z r. 1863 przez kilka lat musiał przebyć na Sybirze. Popowski był przed powstaniem w wojsku rosyjskim, a przesiedliwszy się do Galicji i uzyskawszy tutejszą naturalizację, wstąpił do ułanów, doprowadził do rotmistrza, a pensjonując się został tytularnym majorem. Wybrany do Rady Państwa, zaczął Popowski robić konkurencję starzejącemu się Leonowi Chrzanowskiemu i został »par excellence« referentem i strategikiem Rady Państwa. Poposio pisał ciągle broszury o stosunkach rosyjsko-angielskich w Indiach; zdawało mu się, że je zna wybornie, bo przepędził kilka lat na Sybirze i czytał rosyjskie dzieła do tej kwestii się odnoszące.Oczywiście Poposio starał się aby każda taka broszura była omawiana w dziennikach angielskich. Należał on do najniebezpieczniejszych gadułów, jakich w życiu spotkałem; jak zaczął mówić, a ruszać przy tym łopatkami, jak gdyby sobie jaki ciężar na plecach poprawiał, to gadał i gadał w nieskończoność i można było zemdleć ze znudzenia, a on jeszcze gadał. W Radzie Państwa rzadko głos zabierał, bo haniebnie, chociaż szybko mówił po niemiecku.
W 1901 przedłożył rządowi memoriał w sprawie Wawelu. W latach 1892–1895 przewodniczył Komitetowi Organizacyjnemu Przytuliska Weteranów Powstań w Krakowie. Przez wiele lat pełnił funkcję przewodniczącego Towarzystwa Wzajemnej Pomocy Powstańcom.
Nie ożenił się. Zmarł 24 czerwca 1910 po długiej chorobie, tknięty paraliżem. Pochowany na cmentarzu Rakowickim w Krakowie.

## Niektóre prace
- Przyczyny i skutki nierządu Polski, Lwów 1875
- O znaczeniu wielkich ludzi w nowożytnych społeczeństwach, Warszawa 1875
- Pisma wojskowe i polityczne, Kraków 1885
- Listy o Francji, Kraków 1885
- Polityka wschodnia Austro-Węgier, Lwów 1887
- Antagonismus der englischen und russischen Interessetl in Asien. Ein militär-politische Studie, Wien 1890
- O przymierzu francusko-rosyjskim Kraków 1891
- Die Französisch-russische Allianz, Wien 1892
- Que deviendront les colonies franfaises dans l' eventualite d'un conflit Franco-Russe avec la Triple Alliance?, Paris 1892
- Sprzeczne prądy, Lwów 1893.
- The rival powers in Central Asia, London 1893
- Narodowość - Rasa. Słowiaństwo- Panslawizm, Kraków 1893
- Nationalität - Rase - Slavismus - Panslavismus, Wien 1893
- Die politische Lage Europas an Aus-gange des 19. jahrhunderts, Wien 1895
- Anglia i trójprzymierze, Kraków 1896
- England und die Triple-Alliance, Wien 1896
- Polityka polsko-austriacka, Lwów 1899
- Considerations Sur la .necessite d'un prog;amme de la politique coloniale franfafse, Vienne 1902
- Polityczne położenie świata na początku XX wieku, Wiedeń 1906